# Kambia
Kambia er en by i det nordlige Sierra Leone, beliggende tæt ved grænsen til nabolandet Guinea og 129 kilometer nord for Freetown, Sierra Leones hovedstad. Byen har et indbyggertal (pr. 2008) på cirka 45.000.